# Gros-Caillou sportif
Pour les articles homonymes, voir GCS et Gros caillou.

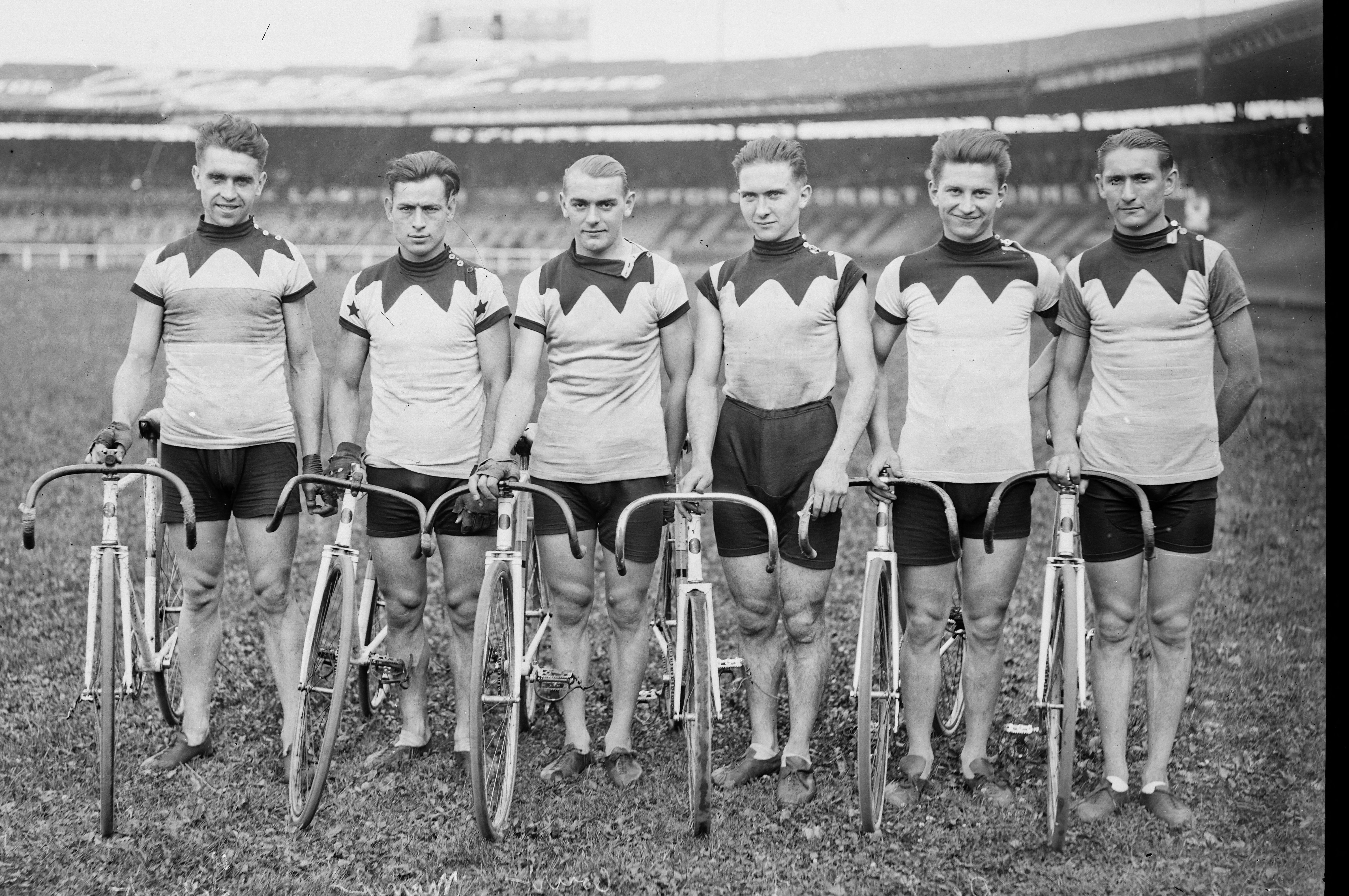
Equipe du Gros Caillou Sportif, [de g. à d.] Ignat, Marrec, Court, Janin, Deschamp, Comboudoux, 1931

Le Gros-Caillou sportif ou GCS, le « Gros Pav' (Gros Pavé) », était un club omnisports  du quartier du Gros-Caillou dans le 7e arrondissement de Paris, au no 210, rue de Grenelle, et au no 1 boulevard de Grenelle.  On y pratique le cyclisme, mais aussi l'athlétisme, au Champ de Mars, le football, le basket-ball, le rink hockey, le hockey sur glace au « Vél d'Hiv » et la boxe. 
La section cyclisme sur piste a formé de nombreux champions de vitesse. Le nouveau siège de la section cyclisme est au no 27 quai de Grenelle en 1931. 
À l'origine, le maillot est bleu marine et mauve, le maillot de Henri Contenet.

## Histoire
Vers 1892, Henri Contenet, coureur cycliste, habitant rue du Gros-Caillou, eut l'idée de fonder un club omnisports portant le nom de la rue où il avait élu domicile,.
Hanoteau  indique que le GCS sous couvert de sport veut capter des voix électorales pour les radicaux socialistes et que Jules Rimet, qui habite rue de Grenelle, fonde le 21 février 1897 son propre club omnisports : le  Red Star Club français pour lui opposer un rival qui se veut fidèle aux valeurs humanistes et chrétiennes de ses fondateurs.
À l'origine en 1902, alors qu'Henri Contenet présidait à sa fondation, il n'était question que de cyclisme. Le club avait adopté, à ce moment-là, le maillot bleu marine et mauve qui était le maillot de Contenet. Lorsque Eugène Christophe prit la présidence du Gros Caillou Sportif, il se spécialisa dans le cross cyclo-pédestre.
En 1919, Robert Joly devient président du Gros Caillou Sportif qui adhère alors à un groupement de sport amateur qui a pour but de réunir des jeunes gens afin de leur inculquer l'esprit sportif, fédération connue sous le titre de « Paris-Sportif », présidé aussi par Robert Joly. 
Le GCS a des athlètes champions dans tous les sports, cinq équipes de football, une section de gymnastique, une section de boxe qui compta  deux champions de Paris, une section de course à pied qui remporta un championnat de Paris, une section de hockey qui fut champion de Paris, et même quarante patineurs à roulettes qui furent également champions de Paris. La section athlétisme adhère à l'USFSA, puis à la Fédération française d'athlétisme dans les années 1920.
Ensuite, le Gros Caillou a rompu avec l'éclectisme, restant cycliste et spécialisé dans la vitesse. La course de la Médaille lui permet de détecter les futurs champions. En 1941, subsistent encore le cyclisme, le patinage à roulettes, créé en 1921, et les sports de glace. Les premières manifestations cyclistes auxquelles participa l'Équipe Lucifer étaient celles où figurait le Gros Caillou Sportif. Le club organise dans les années 1940 la « coupe du journal Le Matin », vitesse, poursuite, américaine.
En janvier 1945, la section basket-ball s'affilie à la Fédération française de basket-ball.

## Présidents du GCS
- 1902 : Henri Contenet - fondateur
- vers 1910 : Eugène Christophe
- 1912 : Mazaudier (Vice-président)
- 1919-1940 : Robert Joly[8]
  - Vice-présidents: MM. Gilbert Dumont et Machard (1934)
  - Directeur sportif : Paul Rozère (années 1930)
- 1941 : Bretonnière
- .1952 : Pierre Corre[9]

## Coureurs

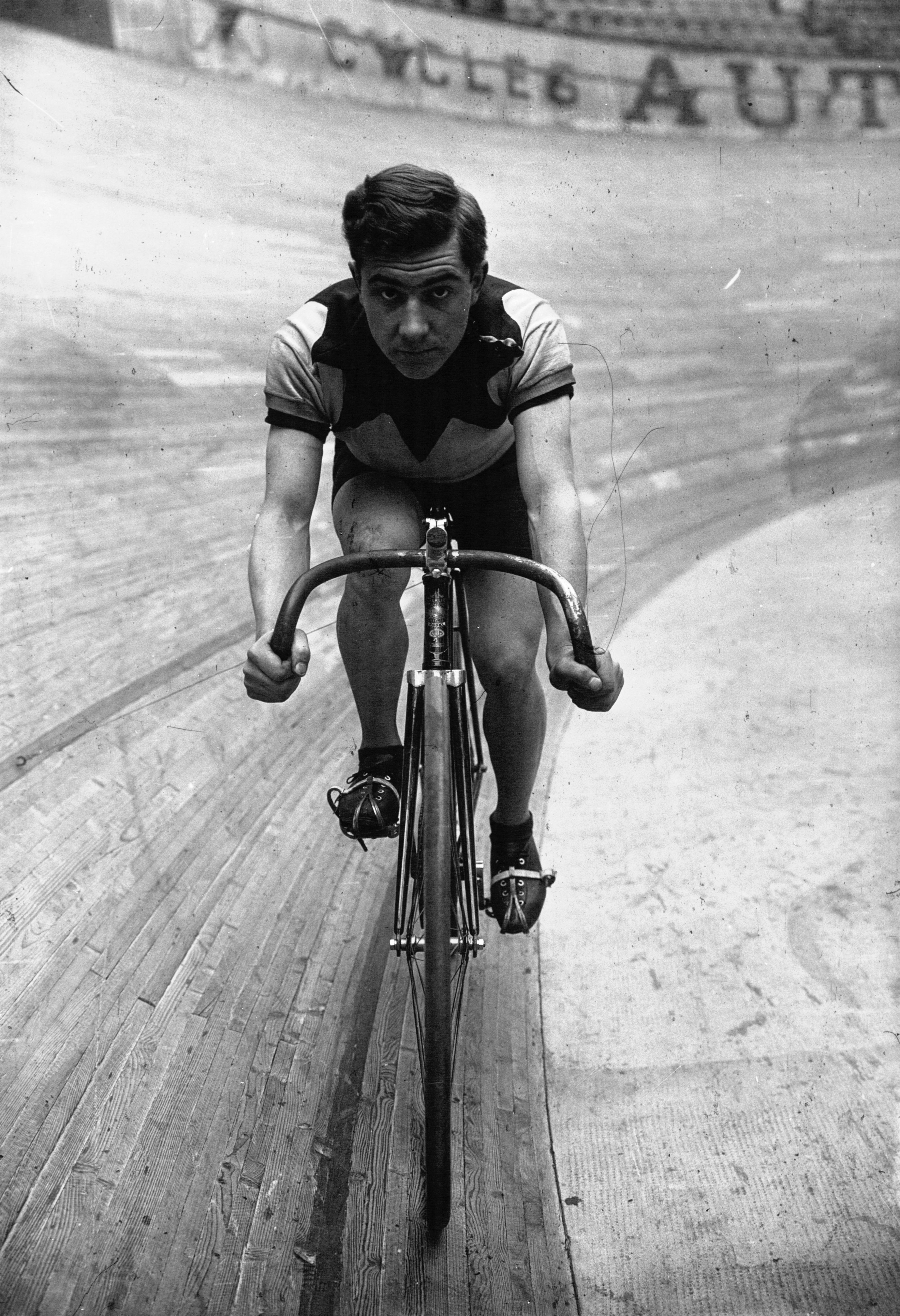
Alfred Letourneur, 1926, avec le maillot à collerette du GCS

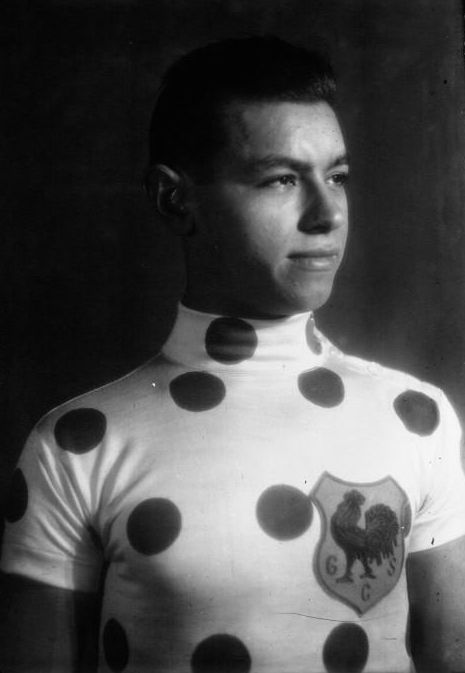
Marcel Guimbretiere avec le maillot à pois et l’emblème du GCS

- Victor Linart
- Maurice Brocco (1910)[5]
- Lucien Choury (1921)[5],[10]
- Jean Cugnot (1923)
- Pierre Sergent (1924)
- Alfred Beyl (1924)
- Avanti Martinetti (1924-1925)
- Charles Abegglen
- Léon Galvaing (1926)[5]
- Louis Zwalhen[note 1]
- Henri Domanchin (1926)[note 2]
- Fernand Wambst[5]
- Yves Van Massenhove
- Georges Rouyer
- Alfred Letourneur (1926)[5]
- Marcel Guimbretière (1929)[5]
- Émile Ignat (1930)[5]
- Maurice Perrin (1930)[5]
- Jean Caugant (1930)[5],[11]
- René Comboudoux (1929-1931)
- Achille Samyn (1932)
- Roger Piel (1942)[12]
- Pierre Jodet (1942)[12]
- Henri Surbatis (1943)[12]
- Robert Varnajo (1948)
- Michel Rousseau (1956)

## Autres sociétaires
- Pierre Béarn (1920)
- Pierre Véry (1920)

## Palmarès
- 1910-1911 : Challenge Brennus,
- 1924 : Champion de France des clubs sur piste
- 1924 : Prix Hourlier-Comès (poursuite)[13]
- 1927 : Challenge de vitesse aux fêtes fédérales de l'UVF [14]
- 1930 : Record du monde de poursuite, 4 kilomètres en 4 min 56 s 2/5[15].
- 1931 : Challenge national de vitesse[16], Champion de France des clubs sur piste